# فرانك بي. كوبيرن
فرانك بي. كوبيرن هو سياسي أمريكي، ولد في 6 ديسمبر 1858 في وست سالم في الولايات المتحدة، وتوفي في 2 نوفمبر 1932 في لاكروس في الولايات المتحدة. نشط حزبياً في الحزب الديمقراطي. وقد انتخب عضو مجلس النواب الأمريكي ‏.